# Enchaînement (alpinisme et escalade)
Pour les articles homonymes, voir enchaînement.
En montagne, l'enchaînement est le fait de grimper plusieurs montagnes en alpinisme, de faire plusieurs voies en escalade ou d'effectuer plusieurs descentes à ski en une seule sortie. Certains enchaînent les voies pour se préparer à des difficultés plus importantes mais souvent le but est de réussir ces enchaînements.

## Alpinisme
Dans les années 1970, le nombre de voies possibles dans les Alpes semblait se réduire et des alpinistes décidèrent de trouver d'autres challenges. Le développement du deltaplane, du parapente, ainsi que les avancées dans le ski extrême ou l'utilisation de l'hélicoptère permettent de descendre plus rapidement qu'à pied et d'enchaîner de longue et difficile voie. 
Les premiers pratiquants étaient français, les plus connus étant Jean-Marc Boivin, Christophe Profit et Jean-Christophe Lafaille. Le 17 mars 1986, utilisant des skis, un parapente et un deltaplane, Jean-Marc Boivin enchaîna en moins de 24 heures l'ascension de 4 faces nord (« les 4 Glorieuses ») dans le massif du Mont-Blanc, la première ascension solo de la voie Gian Carlo Grassi à l'aiguille Verte, la Cornuau-Davaille aux Droites en sortant par la Boivin-Gabarrou, la voie des Suisses aux Courtes et le linceul aux Grandes Jorasses,. Il finit en volant 15 km jusqu'à la vallée de Chamonix après sa dernière ascension et arrivant à minuit trente. 
Les 11 et 12 mars 1987, Christophe Profit enchaîne les trois grandes faces nord des Alpes (l'Eiger, le Cervin et les Grandes Jorasses) en une sortie et en 40 heures. En 1995, Jean-Christophe Lafaille fait en solo, l'enchaînement de 10 faces alpines dont l'Eiger, le mont Rose, le Cervin et le mont Blanc.

## Ski
En ski, l'enchaînement est lié à l'utilisation de l'hélicoptère. Le 17 avril 1987, par exemple, Jean-Marc Boivin enchaîne cinq descentes, la première descente de la face sud-est de l'aiguille du Moine, la première descente de la face sud de l'aiguille du Dru, le couloir Whymper de l'aiguille Verte, la face nord-est des Courtes, finissant avec la descente des Grandes Jorasses.

## Escalade
La pratique de l'enchaînement peut s'appliquer à des voies d'escalade. Le 24 août 1961, le grimpeur belge Claudio Barbier enchaîne en solitaire les cinq faces nord des Cime di Lavaredo : la voie Cassin à la Cima Ovest, la voie Comici à la Cima Grande, la voie Preuss à la Cima Piccolissima, la voie Dülfer à la Punta di Frida et la  voie Helversen-Innerkofler à la Cima Piccola. En 1986, en quatorze heures, John Bachar et Peter Croft enchaînent le Nose sur El Capitan et la voie Regular du Half Dome dans le parc national de Yosemite. (En escalade on parle aussi d'enchaînement quand un grimpeur réussit une longueur complète en escalade libre, sans se reposer sur les points d'assurance).

## Cascade de glace
En 1997, Guy Lacelle réalise en 5 heures et en solo le premier enchaînement de 3 voies de niveau WI5/6, Replicant, Terminator et Sea of Vapors sur le mont Rundle.